# Limeux (Somme)
Limeux è un comune francese di 141 abitanti situato nel dipartimento della Somme nella regione dell'Alta Francia.

## Storia

### Simboli
Lo stemma comunale riprende il blasone dei de Limeu (o de Limeux), antica famiglia nobile piccarda, originaria del paese.

## Monumenti e luoghi d'interesse
- Chiesa di San Pietro. costruita nel 1732. L'edificio fu bombardato durante la seconda guerra mondiale
- Torri di trasmissione di Limeux, due tralicci alti oltre 200 per la trasmissione di segnali televisivi, radiofonici e di telefonia mobile, costruiti uno alla fine degli anni Sessanta e il secondo nel 2016.

## Società

### Evoluzione demografica
Abitanti censiti